# Nikolaus Rothman
Anders Nikolaus Rothman, född 7 april 1832 i Kalmar domkyrkoförsamling, Kalmar län, död 6 december 1906 i Skänninge, Östergötlands län, var en svensk borgmästare. Han var far till Gustaf Rothman.

## Biografi
Nikolaus Rothman föddes 1832 i Kalmar domkyrkoförsamling. Han blev student vid Lunds universitet 1851, avlade kameralexamen 1852, hovrättsexamen 1856 och blev vice häradshövding 1862. Han blev rådman, magistratssekreterare och notarius publicus i Skänninge stad 1866. Han var kamrer och ombudsman vid Göstrings härads och Skänninge stads sparbank 1873–1888, endast ombudsman från 1888 och ledamot i styrelsen för Östergötlands enskilda banks expeditionskontor i Skänninge från 1880. Han blev tillförordnad borgmästare 1891 i Skänninge stad och ordinarie borgmästare 1902. Rothman avled 1906 i Skänninge.